# پیتر داونزبرو
پیتر داونزبرو (انگلیسی: Peter Downsborough; ۱۳ سپتامبر ۱۹۴۳ – ۲۶ سپتامبر ۲۰۱۹) بازیکن فوتبال اهل بریتانیا بود.
از باشگاه‌هایی که در آن بازی کرده‌است می‌توان به باشگاه فوتبال برایتون اند هوو آلبیون، باشگاه فوتبال برادفورد سیتی، و باشگاه فوتبال سوئیندون تاون اشاره کرد.